# 'Amran (tỉnh)

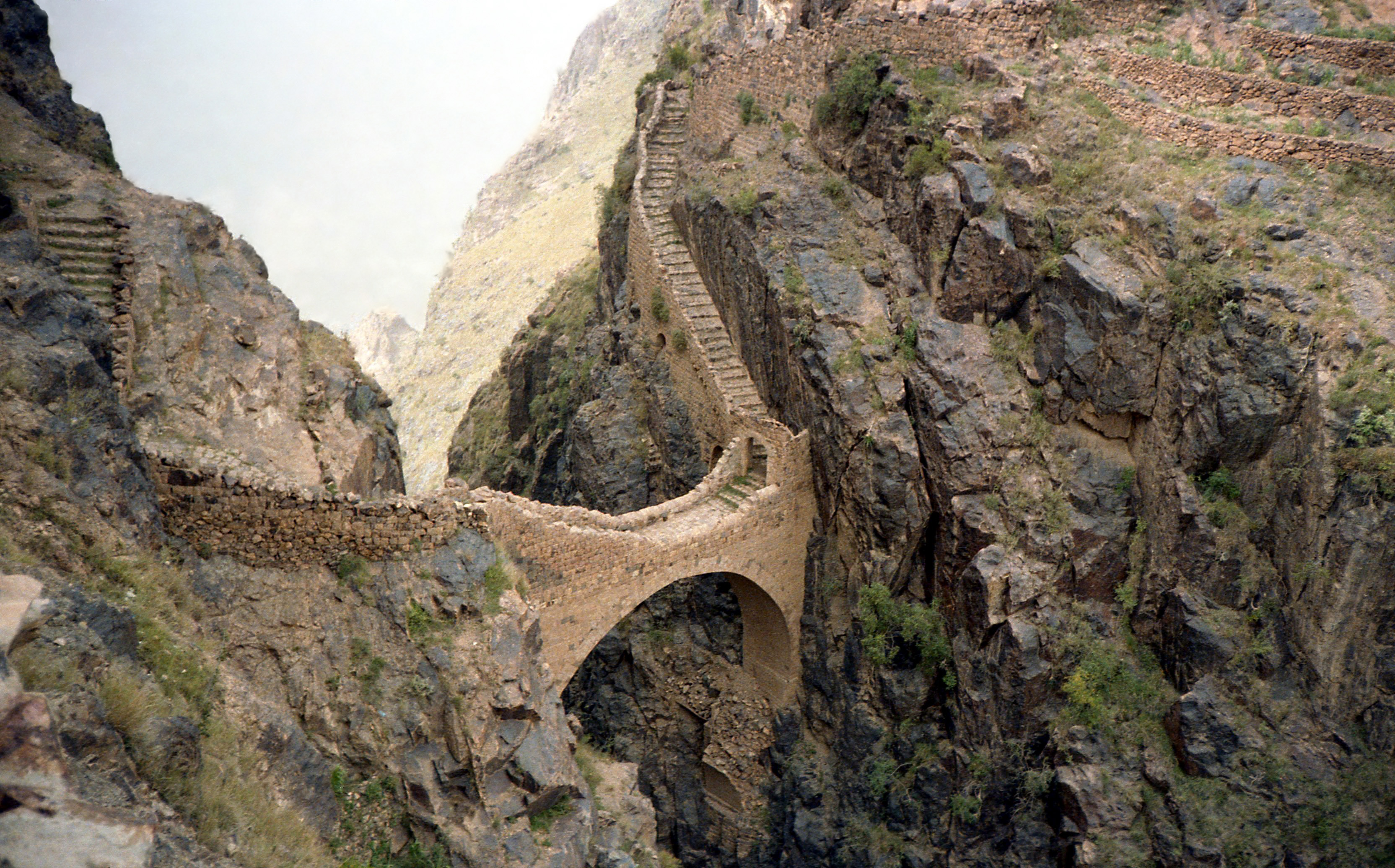
Cầu Shaharah

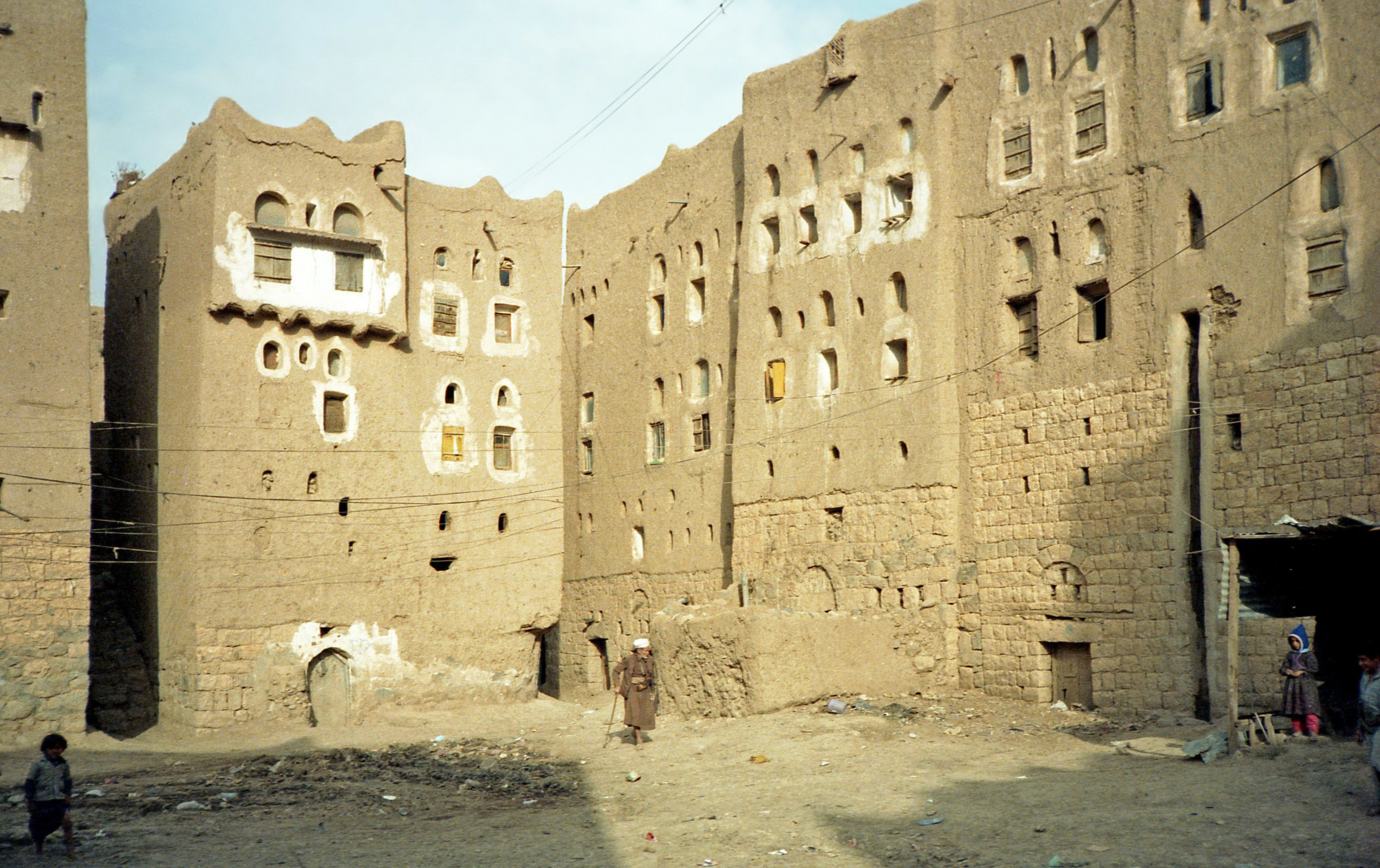
Nhà bằng bùn và đá ở Amran, Yemen.

'Amran (tiếng Ả Rập: عمران 'Amrān) i là một trong những tỉnh của Yemen, được chia thành các huyện:
- Al Ashah (huyện)
- Al Madan (huyện)
- Al Qaflah (huyện)
- Amran (huyện)
- As Sawd (huyện)
- As Sudah (huyện)
- Bani Suraim (huyện)
- Dhi Bin (huyện)
- Habur Zulaymah (huyện)
- Harf Sufyan (huyện)
- Huth (huyện)
- Iyal Surayh (huyện)
- Jabal Iyal Yazid (huyện)
- Khamir (huyện)
- Kharif (huyện)
- Maswar (huyện)
- Raydah (huyện)
- Shaharah (huyện)
- Suwayr (huyện)
- Thula (huyện)